# Dmitrij Utkin
Dmitrij Valerjevič Utkin (rusky Дмитрий Валерьевич Уткин; 11. června 1970 – 23. srpna 2023, Tverská oblast) byl ruský důstojník speciálních sil GRU, kde dosáhl hodnosti podplukovníka. Je považován za zakladatele Wagnerovy skupiny, podle jeho přezdívky Wagner. Utkin obdržel čtyři ruské Řády statečnosti.

## Mládí
Narodil se v rodině geologa v sibiřském městě Asbest ve Sverdlovské oblasti Ruské sovětské federativní socialistické republiky (součást SSSR). Byl ženatý s Jelenou Ščerbininou, ale počátkem roku 2000 se rozvedl.

## Vojenská kariéra

### Rusko a Slovanská brigáda
Dmitrij Utkin působil do roku 2013 jako velitel 700. samostatného speciálního oddílu 2. samostatné speciální brigády Hlavního ředitelství Generálního štábu Ozbrojených sil Ruské federace (GRU) se sídlem v Pečoře v Pskovské oblasti. Po odchodu do důchodu se připojil ke Slovanské brigádě, která v roce 2013 bojovala na straně syrského prezidenta Bašára Asada během občanské války. Přesto se v říjnu vrátil do Moskvy.

### Wagnerova skupina
Téměř okamžitě po návratu do Ruska Utkin údajně vytvořil vlastní žoldnéřskou skupinu. Utkin, který se údajně vášnivě zajímal o historii Třetí říše, měl přezdívku Wagner, pravděpodobně na počest Richarda Wagnera, oblíbeného skladatele Adolfa Hitlera. Utkin a jeho „Wagnerova skupina“, stejně jako několik veteránů Slovanské brigády, byli spatřeni jak na Krymu v únoru 2014, tak poté v Donbasu, kde bojovali za proruské separatisty během rusko-ukrajinské války. Gazeta.ru uvádí, že Utkin a jeho muži se mohli podílet na zabití několika polních velitelů samozvané Luhanské lidové republiky.
Utkin nosil tetování v oblasti klíční kosti s viditelnými nacistickými symboly organizace SS.
Dmitrij Utkin byl spatřen v Kremlu během oslav Dne hrdinů vlasti 9. prosince 2016. Oslav se zúčastnil jako nositel čtyř Řádů statečnosti a nechal se vyfotografovat s ruským prezidentem Vladimirem Putinem. Dmitrij Peskov, tiskový tajemník ruského prezidenta, připustil, že Utkin byl skutečně mezi pozvanými, ale jeho spojení se žoldáky nekomentoval.
RBK uvedla, že po absolvování výcviku v Krasnodarském kraji se Utkin a jeho muži v roce 2015 vrátili do Sýrie. Brzy po zahájení ruských leteckých úderů se objevily zprávy o smrti ruských žoldnéřů bojujících na zemi. Na sociálních sítích se rozšířilo několik snímků, které zřejmě zobrazovaly ozbrojené ruské muže zabité během bitvy o Palmýru v březnu 2016. Televize Sky News uvedla, že v roce 2016 bylo v Sýrii zabito přibližně 500 až 600 lidí, většinou žoldnéřů z Wagnerovy skupiny.
V červnu 2017 Spojené státy uvalily sankce na Dmitrije Utkina jako šéfa Wagnerovy skupiny. V listopadu 2017 RBK informovala o jmenování Utkina generálním ředitelem společnosti Concord Management and Consulting, řídící společnosti restauračního holdingu vlastněného Jevgenijem Prigožinem, který je považován za finančníka Wagnerovy skupiny. Bellingcat však tvrdí, že se jednalo o jiného Dmitrije Utkina.
Dne 13. prosince 2021 Rada Evropské unie ohlásila soubor omezujících opatření proti Utkinovi a dalším osobám spojeným s Wagnerovou skupinou. Utkin byl obviněn z toho, že je „odpovědný za závažné porušování lidských práv, kterého se skupina dopouští, včetně mučení a mimosoudních, hromadných nebo svévolných poprav a zabíjení“.

## Letecká nehoda v srpnu 2023
Podle seznamu cestujících se Utkin spolu s dalšími členy vedení Wagnerovy skupiny nacházel na palubě Prigožinova business jetu Embraer Legacy 600, který havaroval 23. srpna 2023 ve Tverské oblasti, přičemž zahynuly všechny osoby na jeho palubě.